# Jos van Gennip
Judocus Johannes Anthonius Marcus (Jos) van Gennip (Eindhoven, 6 januari 1939) is een Nederlands politicus.
Van Gennip was van 11 juni 1991 tot 12 juni 2007 namens het Christen-Democratisch Appèl (CDA) lid van de Eerste Kamer. Hij hield zich in de senaat onder andere bezig met Buitenlandse Zaken, Defensie, Europese Samenwerking en Ontwikkelingssamenwerking. Hij was voorzitter van de vaste commissie voor Buitenlandse Zaken.
Van Gennip is voorzitter van de Nationale Commissie voor Internationale Samenwerking en Duurzame Ontwikkeling (NCDO) en vicevoorzitter van het Nederlands Instituut voor Meerpartijendemocratie (NIMD). Van Gennip was van 1991 tot 1999 directeur van het Wetenschappelijk Instituut voor het CDA. Daarvoor was hij onder meer plaatsvervangend directeur-generaal internationale samenwerking op Buitenlandse Zaken.

## Persoonlijk
Jos van Gennip is gehuwd en vader van drie dochters, onder wie voormalig Tweede Kamerlid, staatssecretaris en minister Karien van Gennip.
- International Standard Name Identifier: 0000 0003 9277 4785
- Nederlandse Thesaurus van Auteursnamen: 071255117
- Parlement.com: vg09llp5wjzj
- Virtual International Authority File: 286918386
- WorldCat: E39PBJp9vpDYKmr3BgKcHPbTpP